# Maybe (The Chantels)
Maybe is een single van The Chantels uit 1957.
Aanvankelijk werd George Goldner van End Records opgevoerd als schrijver en later werd Richie Barrett (1933-2006) daar als co-auteur aan toegevoegd. Daarnaast wordt aangenomen dat de leadzangeres van The Chantels, Arlene Smith, een van de schrijvers is geweest.
De single werd voor het eerst opgenomen op 16 oktober 1957. Dit gebeurde in de muziekstijl doowop met Barrett achter de piano. De single werd in december van dat jaar uitgebracht en beklom vanaf januari 1958 de hitlijsten. Het muziektijdschrift Rolling Stone plaatste dit lied in 2004 op nummer 199 van The 500 Greatest Songs of All Time.
Het werd tientallen malen gecoverd, en werd opnieuw een hit voor The Shangri-Las (1964), The Three Degrees (1970) en Patricia Paay (1980).
Hitnoteringen
| Land/hitlijst          | pieknotering | aantal weken |
| ---------------------- | ------------ | ------------ |
| Billboard Hot 100 (VS) | 15           | 18           |
| Billboard Hot 100 (VS) | 116 (tip)    | -            |

## The Shangri-Las
The Shangri-Las brachten Maybe 1964 uit op een single en een jaar later op hun album Leader of the pack. Op de B-kant van de single staat het nummer Shout. Hun versie bereikte net de Billboard Hot 100 met een 91e positie.
Hitnoteringen
| Land/hitlijst          | pieknotering | aantal weken |
| ---------------------- | ------------ | ------------ |
| Billboard Hot 100 (VS) | 91           | 2            |

## The Three Degrees
The Three Degrees kwam in 1970 met hun versie. Op een deel van de singles stond Collage op de B-kant en het andere deel Sugar on Sunday. De producer was Richie Barrett, de medeschrijver van het nummer die ook betrokken was bij de opname van de oorspronkelijke versie van  The Chantels. Daarnaast is dit het openingsnummer van hun gelijknamige elpee Maybe. Het werd in de Verenigde Staten een grote hit voor The Three Degrees.
Hitnoteringen
| Land/hitlijst          | pieknotering | aantal weken |
| ---------------------- | ------------ | ------------ |
| Billboard Hot 100 (VS) | 29           | 12           |

## Patricia Paay
Patricia Paay bracht in 1980 een single uit met dit lied op de A-kant en We don't make love anymore op de B-kant. In feite gaat het echter niet alleen om Maybe, maar is het een medley uit twee nummers, samen met To know him is to love him. Maybe kwam niet op een regulier album van Paay te staan.  De single bereikte de Nederlandse hitlijsten.
Hitnoteringen
Nederlandse Top 40
| Hitnotering: van 4-10-1980 t/m 18-10-1980 | Hitnotering: van 4-10-1980 t/m 18-10-1980 | Hitnotering: van 4-10-1980 t/m 18-10-1980 | Hitnotering: van 4-10-1980 t/m 18-10-1980 | Hitnotering: van 4-10-1980 t/m 18-10-1980 |
| Week:                                     | 1                                         | 2                                         | 3                                         |                                           |
| ----------------------------------------- | ----------------------------------------- | ----------------------------------------- | ----------------------------------------- | ----------------------------------------- |
| Positie:                                  | 38                                        | 32                                        | 31                                        | uit                                       |

Nationale Hitparade
| Hitnotering: van 20-9-1980 t/m 1-11-1980 | Hitnotering: van 20-9-1980 t/m 1-11-1980 | Hitnotering: van 20-9-1980 t/m 1-11-1980 | Hitnotering: van 20-9-1980 t/m 1-11-1980 | Hitnotering: van 20-9-1980 t/m 1-11-1980 | Hitnotering: van 20-9-1980 t/m 1-11-1980 | Hitnotering: van 20-9-1980 t/m 1-11-1980 | Hitnotering: van 20-9-1980 t/m 1-11-1980 | Hitnotering: van 20-9-1980 t/m 1-11-1980 |
| Week:                                    | 1                                        | 2                                        | 3                                        | 4                                        | 5                                        | 6                                        | 7                                        |                                          |
| ---------------------------------------- | ---------------------------------------- | ---------------------------------------- | ---------------------------------------- | ---------------------------------------- | ---------------------------------------- | ---------------------------------------- | ---------------------------------------- | ---------------------------------------- |
| Positie:                                 | 30                                       | 42                                       | 36                                       | 36                                       | 33                                       | 45                                       | 45                                       | uit                                      |